# APBA2BP
APBA2BP‏ (N-terminal EF-hand calcium binding protein 3) هوَ بروتين يُشَفر بواسطة جين APBA2BP في الإنسان.